# 南皮拉尔
南皮拉尔是巴西圣保罗州的一个市镇。总面积682.395平方公里，总人口27244人，人口密度39.9人/平方公里。